# Opakovací puška

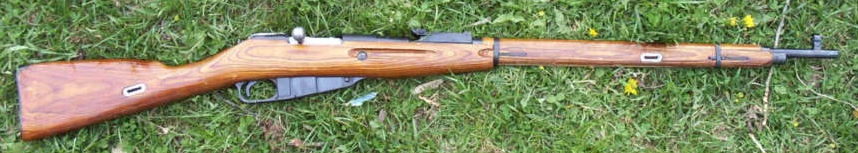
Opakovací puška Mosin 1891/30

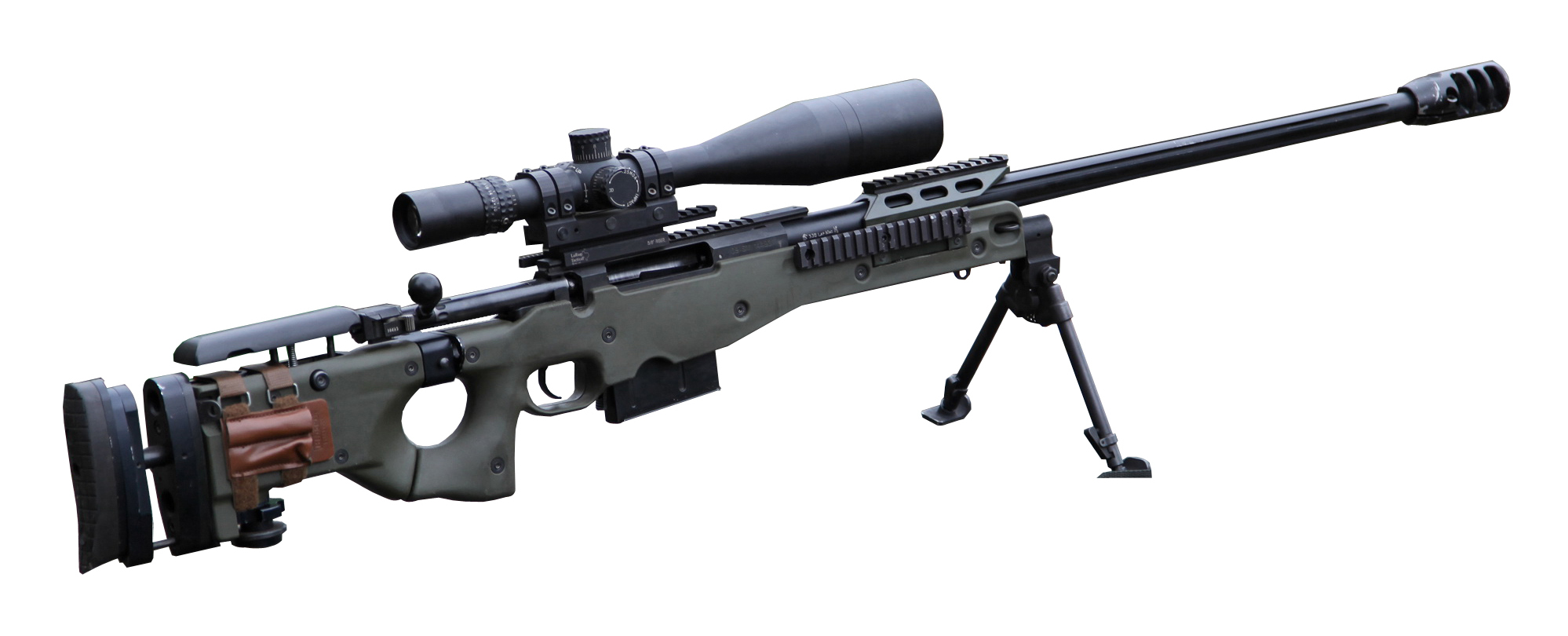
Odstřelovací puška AWM, opakovačka určená pro přesnou střelbu

Opakovací puška je ruční dlouhá opakovací zbraň umožňující střelbu pouze jednotlivými ranami, vybavená zásobníkem nebo nábojovou schránkou na několik nábojů a s ručně ovládaným závěrem.
Většina opakovacích pušek jsou palné zbraně. Existují i opakovací větrovky a vzduchovky. Příkladem větrovky, která byla omezeně nasazena i v armádním použití, je rakouská vojenská opakovací větrovka Girandoni vzor 1779. Vynálezce nejběžnějšího typu opakovací pušky byl Walter Hunt, který tuto zbraň sestrojil v roce 1824.
Opakovací pušky používající jednotný kovový náboj se střelným prachem se objevují ve výzbroji armád evropských států v osmdesátých letech 19. století a s minimálními úpravami tvořily hlavní pěchotní výzbroj i v průběhu první a druhé světové války. Po druhé světové válce (v některých zemích i dříve) dochází k jejich nahrazování samonabíjecími puškami a útočnými puškami.

## Charakteristika
Opakovací pušky tvořily vrchol konstrukce dlouhých neautomatických palných zbraní. Pohybová energie střely, na níž závisí smrtící účinek a průbojnost střely, byla dostatečně veliká a mnohdy značně převyšovala hodnotu potřebnou ke zničení nekrytého cíle (živé síly). Rovněž vynikající byla přesnost střelby. Maximální dostřel často přesahoval možnosti lidského zraku. Nabíjení probíhající prostřednictvím nábojových pásků nebo rámečků zajišťovalo poměrně vysokou palebnou rychlost. Pouze délka některých pušek by se mohla zdát zbytečně velká. Zbraň pěšáka z daného období musela totiž vyhovovat i pro bodákový boj včetně obrany proti jízdě a tak suvorovské heslo „bodák je chlapík“ mělo stále významné místo v konstrukcích raných vzorů opakovaček.
Základní schéma mnoha pušek zavedených do výzbroje v různých zemích bylo téměř totožné, lišící se většinou jen v malých odchylkách. Opakovací pušky měly všeobecně jednoduchou konstrukci a odolnost vůči nepříznivým podmínkám, spolehlivou funkci mechanizmů a jejich dlouhou životnost, vysokou přesnost střelby, značný dostřel při velké zastavovací schopnosti střely a rovněž ve své době dostačující rychlost palby.
Základní částí opakovací pušky tvoří hlaveň s drážkovaným vývrtem. Na její zadní část navazuje pouzdro závěru a v něm uložený závěr. Pod pouzdrem závěru je umístěn zásobník nábojů, obvykle s kapacitou pěti nábojů a spoušťové ústrojí. Na horní části hlavně se nalézají mířidla. Všechny kovové součásti pušky jsou uloženy v pažbě. Pušky byly rovněž standardně vybaveny zpravidla odnímatelným bodákem.

## Konstrukce

### Závěr

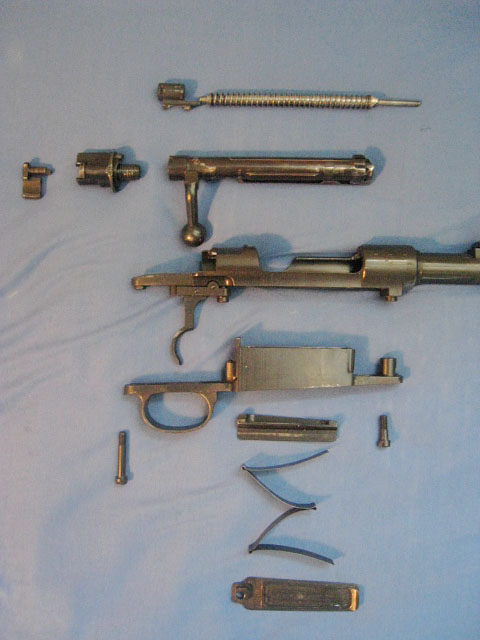
Rozebraný systém Karabiner 98k

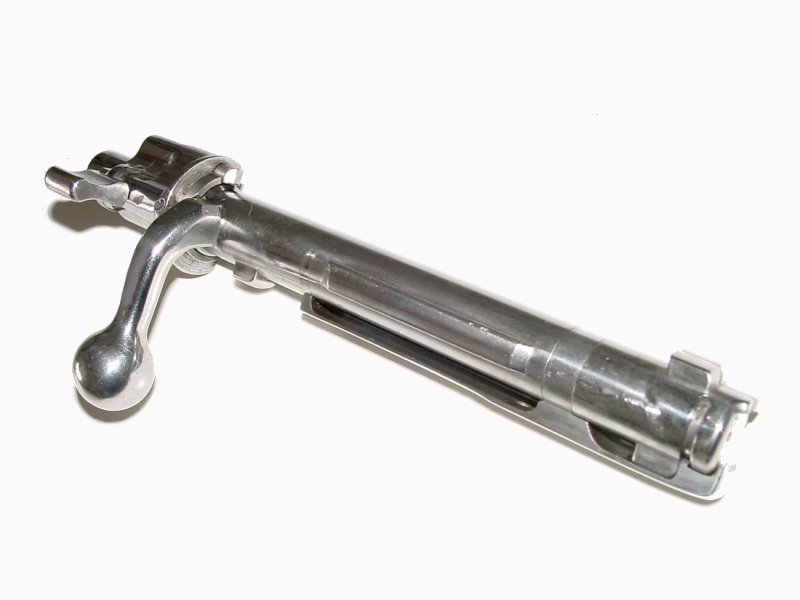
Závěr systému Mauser

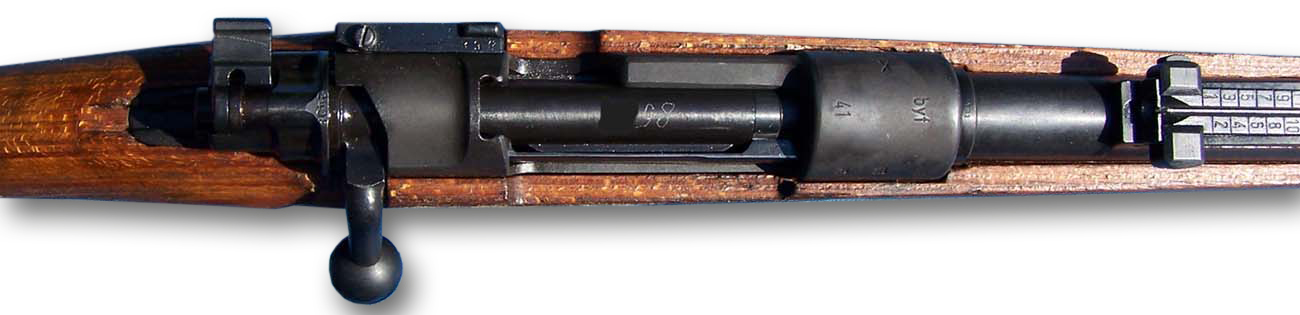
Závěr karabiny Mauser 98k včetně sektorového hledí

Závěr opakovací pušky je zpravidla odsuvný, využívající ke své funkci manuální činnost střelce. Prostřednictvím pohybu závěru dopředu a dozadu je dopraven náboj do nábojové komory a po výstřelu vyhozena prázdná nábojnice. Střelec ovládá závěr pomocí držadla. U naprosté většiny konstrukcí se uzamčení hlavně provádí pootočením závěru kolem podélné osy o přibližně 90°. Všechny puškové závěry jsou opatřeny křidélkovou pojistkou nebo jiným pojistným zařízením zabraňujícím nechtěnému výstřelu.
Umístění držadla závěru a jeho tvar ovlivňuje podstatně pohodlné nabíjení zbraně. U systémů, kde je držadlo umístěno ve středové části závěru (ruská puška Mosin M 1891) je potřeba při každém nabíjení změnit polohu pušky – o něco ji sklopit a přemístit hlaviště pažby z ramene do podpaží. Teprve pak je držadlo pro střelce dosažitelné, může je otočit rukou obrácenou dlaní vzhůru a otevřít a zavřít závěr. Systémy, u kterých je držadlo umístěno v zadní části závěru (německá puška Mauser M 1898), umožňují nabití pušky, aniž by se hlaviště pažby vzdálilo od ramene. Zejména pokud držadlo není vodorovné, ale ohnuté dolů. Při střelbě z takovýchto pušek je nabíjení pohodlnější a rychlejší, zvyšuje se praktická rychlost střelby a není třeba stále znovu zamiřovat. Držadla umístěná v maximální blízkosti spouště zkracují rovněž o něco čas nezbytný k přemístění střelcovy ruky ze spouště na držadlo závěru a naopak. U počátečních vzorů opakovacích pušek podmínkám jejich taktického použití plně odpovídala držadla umístěná vpředu a vodorovně, u pozdějších typů se umisťují spíše do zadní části závěru. Tyto novější vzory vznikaly po zkušenostech z první světové války, kdy se z pušek většinou střílelo z polohy vleže (nebo vstoje ze zákopu).
Rychlost střelby je rovněž vyšší u konstrukcí závěrů s přímotažným pohybem, u kterých není třeba při nabíjení otáčet držadlem. K otevření a uzavření závěru tak stačí pouze popotáhnout držadlo dozadu a dopředu. Odemčení a uzamčení hlavně u těchto konstrukcí je dosaženo tím, že tělo závěru má o něco delší chod než závorník a tato část pohybu je využita na zapojení nebo vyřazení uzamykacího ústrojí. Tyto závěry měly i přes své nesporné výhody rovněž řadu nedostatků – například ztížené vytahování nábojnice, značná citlivost na znečištění, proto se rozšířily poměrně málo (například rakouská puška Mannlicher M 1895).
Konstrukcí závěru se od ostatních vojenských opakovaček výrazně liší puška Winchester M 1894. Má rovněž odsuvný závěr, ale ovládaný neobvyklým způsobem. Závěr se pohybuje pomocí systému pák a ovládaný je výklopnou pákou spojenou s lučíkem umístěnou pod krkem pažby.

### Zásobník

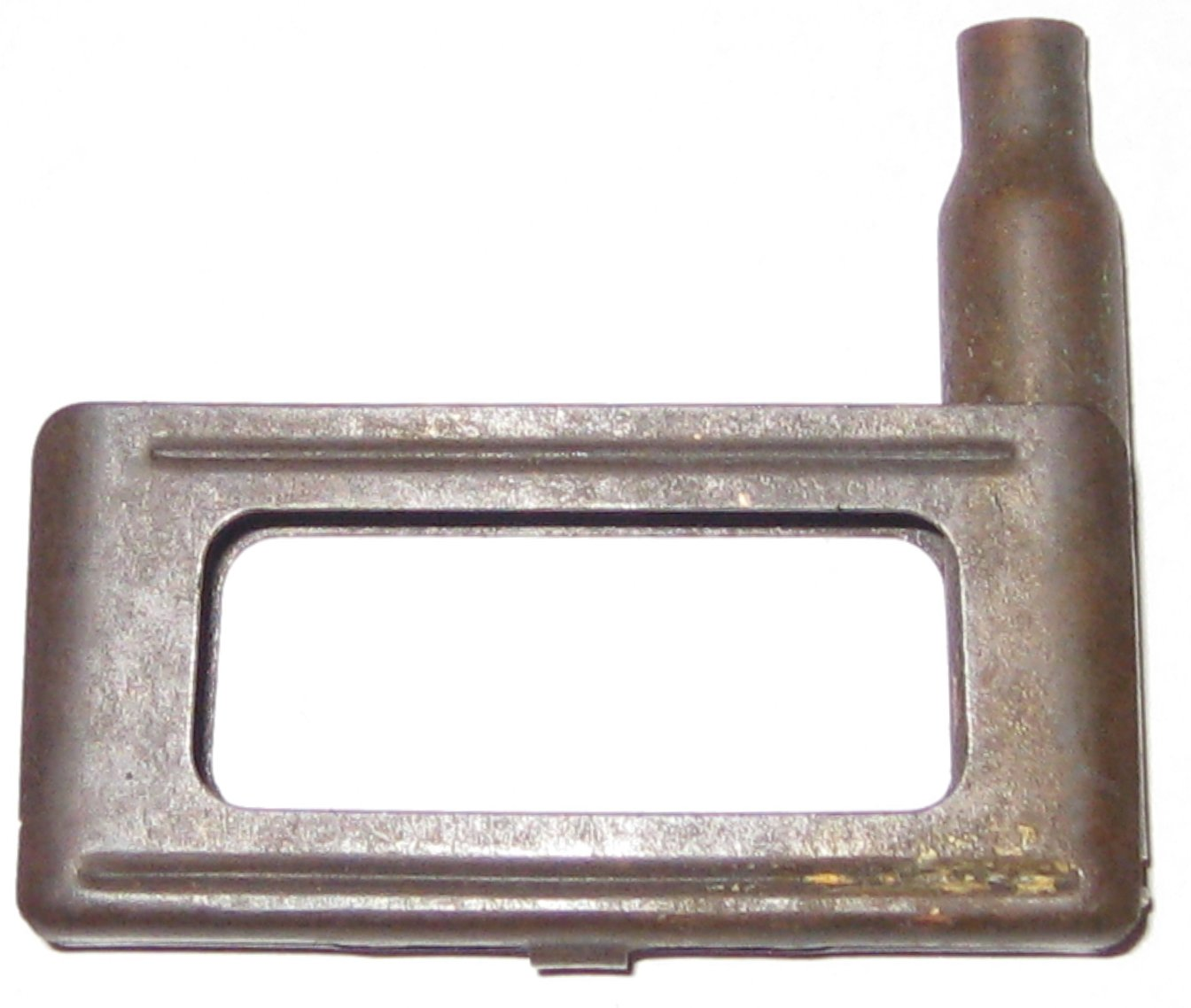
Nábojový rámeček pušky Carcano

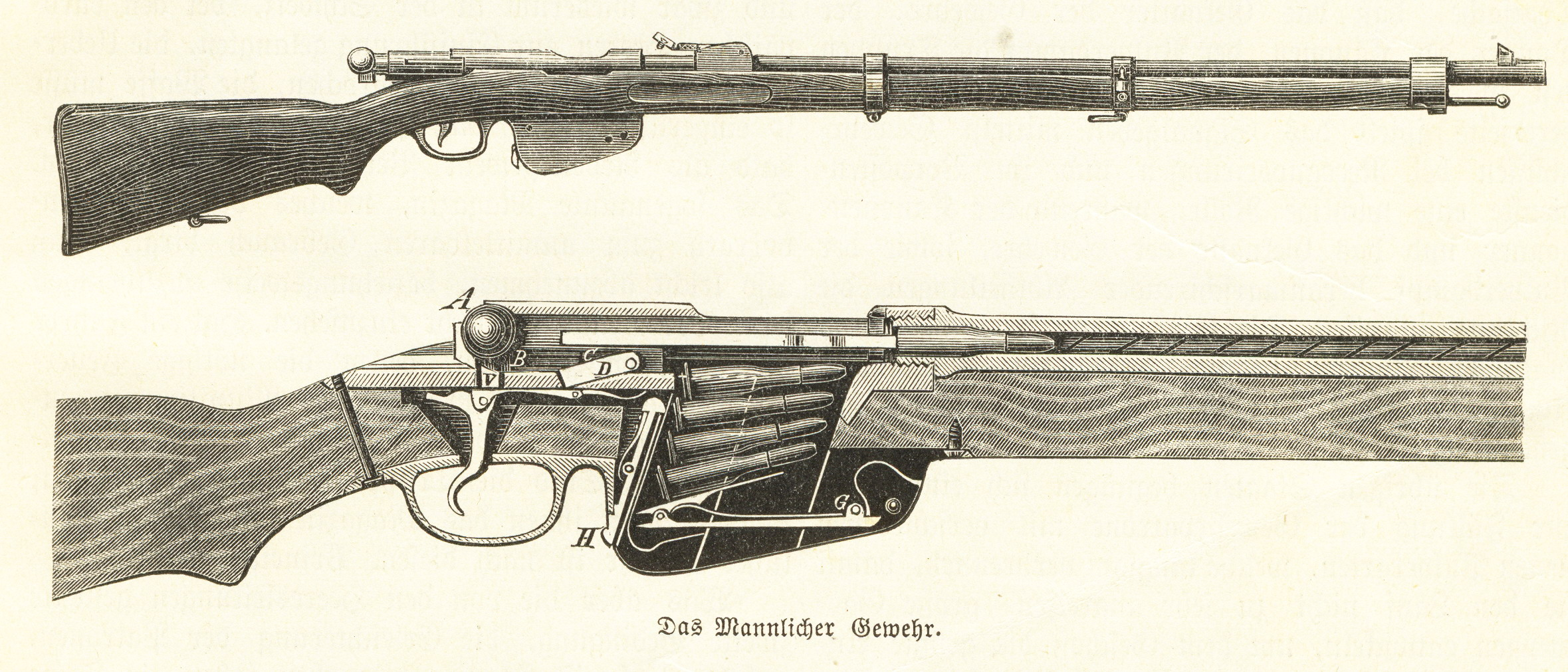
Vnitřní mechanizmus pušky Mannlicher M 1890

Většina opakovacích pušek má pevné středové zásobníky (nábojové schránky) plněné najednou několika náboji. Podle způsobu nabíjení se tyto pušky dělí na zbraně nabíjené pomocí nábojového rámečku nebo pomocí nábojového pásku. Rámečkové nabíjení bylo poprvé použito u rakouské pušky Mannlicher M 1886. Náboje byly vloženy do nábojové schránky společně s kovovým rámečkem, spojujícím pět nábojů a stlačovaly dolů podavač s pružinou. Po zasunutí do nábojové schránky se rámeček zvláštním výstupkem spojil s ozubem zachycovače v nábojové schránce. Po vystřílení všech nábojů uvolněný prázdný rámeček vypadl směrem dolů. V roce 1889 se objevuje další způsob rychlého nabíjení pomocí nábojového pásku (systém Mauser). Pásek spojující náboje po pěti kusech se do nábojové schránky nevkládal a sloužil pouze k jejímu rychlému naplnění. Při otevřeném závěru se pásek s náboji zasadil do výřezů v pouzdře závěru. Pak střelec tlakem na horní náboj vsunul najednou všechny náboje z pásku do nábojové schránky. Přitom byla stlačována pružina podavače nábojů, které byly zadrženy ve schránce zvláštními odpruženými záchyty. Vyprázdněný pásek byl vyhozen, závěr se zavřel a puška byla připravena ke střelbě. Nabíjení pomocí pásku vyžadovalo o něco více času, než nabíjení s rámečkem, ale použití pásků bylo výhodnější z hlediska úspory hmotnosti. Například německý rámeček vážil 17,5 g a pásek pouze 6,5 g. Každá stovka nábojů tedy při rámečkovém nabíjení měla hmotnost o 220 g větší než při nabíjení pomocí pásků. Vedle dříve používaných zásobníků s náboji uloženými v jedné vertikální řadě se brzy objevují rovněž zásobníky systému Mauser s dvouřadovým uložením nábojů. Na rozdíl od jednořadových zásobníků, kde při otevřeném závěru náboje zadržovala různá odpružená zařízení, u dvouřadých zásobníků tato zařízení nebyla. Náboje se vzájemně zaklínily a byly spolehlivě zadržovány i při otevřeném závěru.

### Mířidla
Mířidla opakovacích pušek počítala i s možností střelby na značně velké vzdálenosti – až na 2000–2500 m. Na takovou vzdálenost v bojových podmínkách prakticky nelze prostým okem vidět jednotlivé živé cíle, použita mohla být při střelbě salvou na skupinové cíle. Z počátku převládala různá stavitelná rámečková hledí, která musela být při střebě vztyčována do vertikální polohy, což omezovalo výhled střelce. Později se začala rozšiřovat jednodušší stavitelná tzv. sektorová hledí.
Mušky jsou většinou upevněny na výstupku u ústí hlavně, používají se různé typy chránítek.
Pro výzbroj odstřelovačů se používají pušky vybavené optickými mířidly značně zvyšujícími přesnost střelby.

## Vývoj opakovacích pušek po první světové válce
Po zkušenostech z první světové války se ukázalo, že pěchotní pušky některých států jsou zbytečně dlouhé. S rozvojem kulometů zmizela prakticky potřeba střelby z pušek na velké vzdálenosti a dlouhá puška střílející výkonným nábojem přestala být optimální zbraní pěchoty. V řadě zemí po první světové válce došlo k zkrácení a vylehčení pušek a jejich modernizaci. Další cestou modernizace bylo použití nového typu náboje – lehčího a se sníženým výkonem, což by dovolovalo zvětšit zásobu nesené munice, rovněž zmenšit a odlehčit zbraň. Z ekonomických důvodů však v meziválečném období téměř nikde nebyly nové náboje přijaty do výzbroje a spíše se zkracovaly a vylehčovaly osvědčené pušky starých modelů. Po druhé světové válce končí rozvoj opakovacích pušek ve vojenské výzbroji a opakovačky uvolňují místo různým vzorům samonabíjecích a automatických zbraní.